# Joseph Hussenot
Pour les articles homonymes, voir Hussenot.
Joseph Hussenot (1827 - 1896) est un peintre français du XIXe siècle.

## Biographie

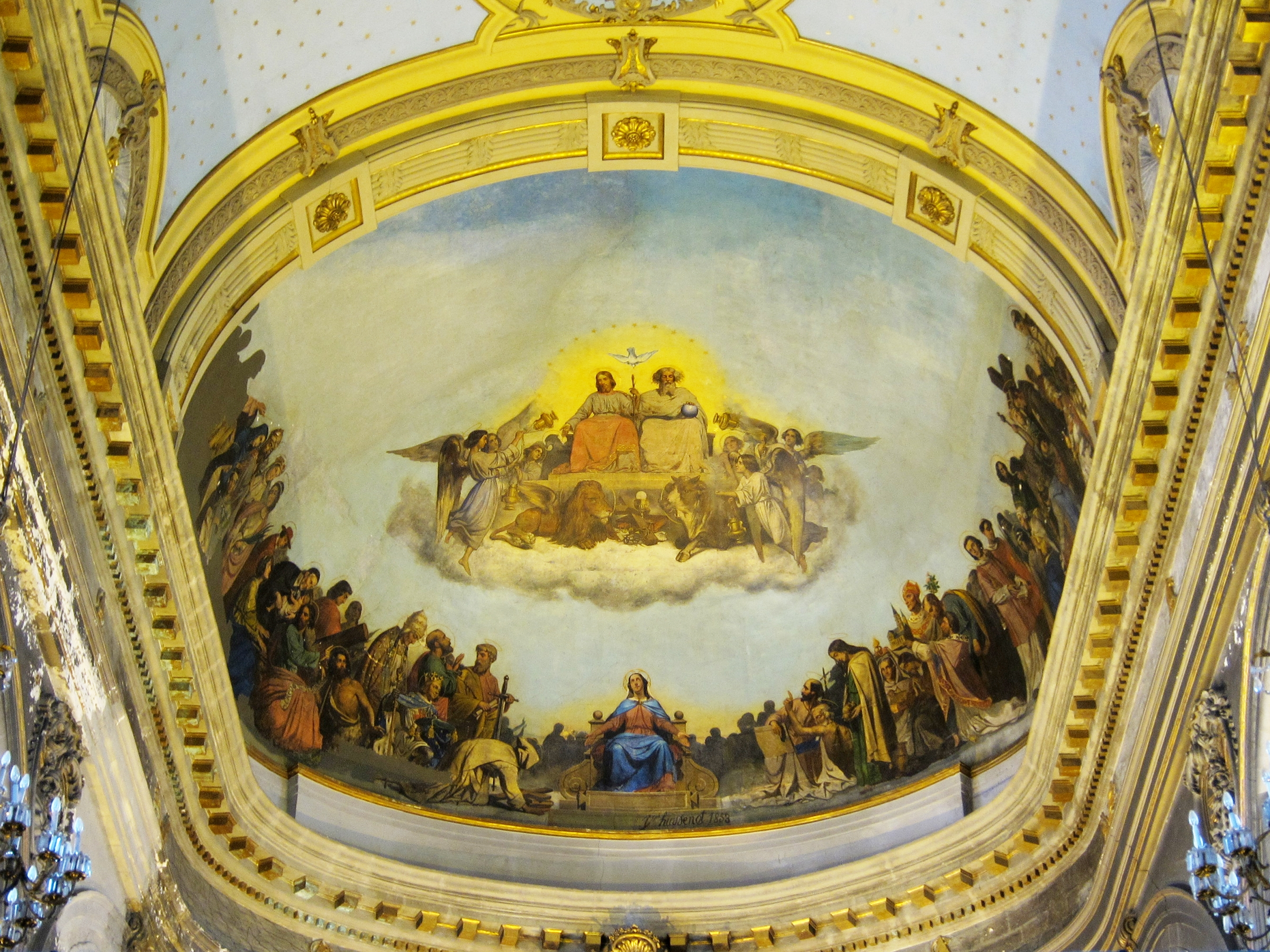
L'Extase des saints devant la Trinité (1853)

Joseph Hussenot naît à Metz en 1827 dans une famille d'artistes. Il est le fils d'Auguste Hussenot, l'inventeur de « la peinture à l’huile en feuilles ».
Il se spécialise dans la peinture religieuse monumentale, où il excelle. On connait de lui notamment L'Extase des saints devant la Trinité de l'église Saint-André de Lille. Il maîtrise aussi le lavis et réalise des cartons pour les maîtres-verrier à Metz et dans le Nord-Pas-de-Calais. Joseph Hussenot est mort en 1896.